# Hitori

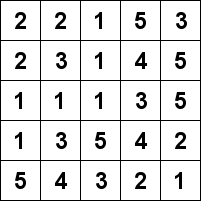
Esempio di schema Hitori non ancora risolto (vedi più in basso per la soluzione)

L'Hitori (forma abbreviata dell'espressione giapponese ひとりにしてくれ Hitori ni shite kure, traducibile letteralmente come lasciami solo o solitario) è un tipo di rompicapo logico di origine giapponese. Il gioco fu pubblicato per la prima volta dalla Nikoli il 29 marzo 1990 nel numero 29 della rivista Puzzle Communication Nikoli.

## Regole
L'Hitori è costituito da una griglia di caselle quadrate, inizialmente riempite da numeri (o, in alternativa, da lettere). Scopo del gioco è quello di annerirne alcune, in modo tale che non compaiano numeri ripetuti in ciascuna riga o colonna. Per effettuare la cancellazione delle caselle, però, esistono regole precise, basate sull'ortogonalità: le caselle nere non possono avere lati in comune, e le bianche devono essere tutte attaccate, in modo tale da formare un gruppo unito, ragion per cui non devono mai comparire gruppi di caselle bianche isolati dal resto dello schema.

## Tecniche di risoluzione
- Un buon punto di partenza per la risoluzione dell'Hitori è quello di individuare una sequenza di tre numeri identici: stando alle regole descritte in precedenza, il numero centrale deve essere lasciato bianco (se venisse annerito non si potrebbe eliminare un altro numero doppio, poiché in caso contrario risulterebbe adiacente), mentre gli altri due vanno anneriti.
- Una volta annerita una casella, ne deriva che tutte le altre ad essa adiacenti non potranno essere eliminate. Alcuni giocatori consigliano di segnare con un cerchietto i numeri che devono essere lasciati in bianco, così da facilitare la lettura dello schema ed organizzare meglio le mosse successive.
- Qualora due numeri identici siano adiacenti e la riga (o colonna) su cui si trovano contenga un altro numero uguale a loro, è evidente che quest'ultimo dovrà essere annerito, dato che non potrà mai accadere che gli altri due vengano anneriti entrambi, per via della regola di non adiacenza delle caselle nere.
- Nel caso che si trovino due numeri consecutivi in una riga (o colonna) che si ripetano un'altra volta, ma separati da un altro numero, quest'ultimo deve essere annerito, perché altrimenti si otterrebbero due caselle nere adiacenti.
- Ogni cella che, se annerita, possa potenzialmente separare un gruppo di caselle bianche e cerchiate dal resto della griglia, deve essere lasciata in bianco e quindi cerchiata.
- Ogni numero che risulta sulla stessa riga (o colonna) doppione di un altro cerchiato deve essere annerito.
- Ogni numero adiacente a due numeri identici su lati opposti della casella deve essere lasciato in bianco, poiché uno dei numeri adiacenti dovrà essere annerito e non potrà essere adiacente ad un'altra casella nera.
- Qualora quattro numeri identici appaiano a due a due nella griglia, ci dovranno essere almeno due caselle nere lungo una diagonale. Esistono due possibili combinazioni, e si deve scegliere quale sia quella corretta, osservando se una delle due separi un gruppo di caselle bianche dal resto della griglia.

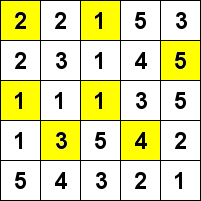
Soluzione dello schema Hitori proposto sopra (in questo caso, le caselle da eliminare sono state colorate anziché annerite)